# Le Monocle
Le Monocle («El Monóculo») fue un bar lésbico parisino, abierto durante los años 1920 por Lulu de Montparnasse. Situado en el boulevard Edgar-Quinet, cerró durante la ocupación alemana de Francia en la Segunda Guerra Mundial.

## Historia
El nombre del bar se debe a que el monóculo era utilizado como símbolo de reconocimiento entre mujeres lesbianas a comienzos del siglo xx. Tras «los extravagantes años 1920 y el repliegue de los años 1930», el bar cerró durante la ocupación alemana de Francia en la Segunda Guerra Mundial.
Fue uno de los primeros bares lésbicos de la ciudad. En su apogeo, estuvo considerado como un lujoso establecimiento donde las mujeres «a la última moda» podían bailar, charlar y besarse sin temor a ser juzgadas o perseguidas. Estimado como espacio popular para las lesbianas en París en los años 1920 y 1930, su reputación de espacio seguro para las mujeres era bien conocida. Había largas filas de espera para poder entrar en el bar. Fue igualmente un lugar de reencuentro y de creación de contactos para las artistas, intelectuales y mujeres influyentes. Sin embargo, como todos los establecimientos lésbicos, las trabajadoras eran «constantemente vigiladas por la policía».
Trabajando en Le Monocle, Frede conoció y tuvo romances con Anaïs Nin y Marlene Dietrich. Posteriormente, Frede abrió su propio cabaret lésbico con la ayuda de Dietrich. La empresaria Marthe Hanau frecuentaba también Le Monocle con su compañera Josèphe.
El fotógrafo Brassaï obtuvo el permiso para entrar y sacar algunas fotografías en 1932. La deportista Violette Morris apareció en una de estas fotografías tomadas en Le Monocle con Lulu de Montparnasse, y una de las impresiones se vendió en Christie's por 17 500 dólares estadounidenses en 2012.
Lucienne Franchi, conocida como Lulu de Montparnasse, cedió el protagonismo en el escenario a Line Marsa, la madre de Edith Piaf. Tras la venta de Le Monocle, fue asimismo propietaria del cabaret La Roulotte.
Le Monocle está presente en los trabajos de la historiadora Florence Tamagne, que menciona un lugar donde «todas las mujeres se vestían de hombres, en smoking, y tenían el cabello peinado en carré».